# المركز الوطني للرقابة على الالتزام البيئي
المركز الوطني للرقابة على الالتزام البيئي هو مركز حكومي سعودي مقرّه الرياض، تأسس بموافقة مجلس الوزراء في مارس 2019م، بعد إلغاء الهيئة العامة للأرصاد وحماية البيئة.

## الأهداف
يهدف المركز إلى تفعيل الرقابة على الأفراد والجهات الحكومية وغير الحكومية والمشاريع في المملكة مباشرة، وذلك لضمان الالتزام بالأنظمة واللوائح والمعايير والاشتراطات البيئية المعتمدة.

## المهام
- وضع مبادرات وبرامج ومشروعات للرقابة والالتزام البيئي، ومتابعة تنفيذها.
- وضع خطط تنفيذية للعمل، ومتابعة تنفيذها.
- اقتراح المقاييس والمعايير والضوابط والاشتراطات البيئية فيما يتعلق باختصاصه، ورفعها إلى الوزارة للاعتماد.
- رصد جودة الأوساط البيئية، وتقويمها، ومراقبة مصادر ومستويات التلوث.
- إصدار التراخيص والتصاريح البيئية المتعلقة باختصاصاته.
- إقرار القواعد والشروط والضوابط المتعلقة بالتراخيص والتصاريح التي يصدرها، وتحديد المقابل المالي لها وتحصيله.
- إعداد خطط التأهب وقيادة الاستجابة لحالات الطوارئ الخاضعة لاختصاصاته، وتنفيذها.
- الحصول من الأفراد والجهات الحكومية وغير الحكومية على المعلومات والبيانات المتعلقة باختصاصاته.
- تشجيع الاستثمار والتمويل في المجالات ذات العلاقة باختصاصاته.
- إقامة البرامج التدريبية في المجالات ذات العلاقة باختصاصاته.
- اعتماد برامج تدريبية مهنية وجهات مانحة للشهادات مختصة بالتدريب في المجالات ذات العلاقة باختصاصاته.
- تنظيم نشاطات الإرشاد البيئي.
- إعداد الدراسات والتقارير المتعلقة باختصاصاته، ومراجعتها.
- التعاون مع الجامعات ومراكز البحوث والمؤسسات.
- أي مهمة أخرى ذات صلة باختصاصاته.